# Stygobromus pecki
Stygobromus pecki är en kräftdjursart som först beskrevs av John R. Holsinger 1967.  Stygobromus pecki ingår i släktet Stygobromus och familjen Crangonyctidae. IUCN kategoriserar arten globalt som starkt hotad. Inga underarter finns listade i Catalogue of Life.